# カシーダ
カシーダ（kashida、ペルシア語: کشیده kešidé、アラビア語: كشيدة）は、アラビア系文字の表記で、単語の横幅を引きのばすために使用される連結線をいう。カシーダはさまざまな目的に用いられるが、カシーダの有無によって語の意味が変わることはない。
タトウィール（tatweel、アラビア語: تطويل）とも呼ばれる。

## 概要
カシーダという言葉は、「引く、引き伸ばす」という意味を持つペルシア語の動詞ケシーダン（kešidán کشیدن）から派生した、「引き伸ばされた、長い」という意味の形容詞に由来する。手書きの場合、文字そのものの幅を変えることも多いが、組版においては文字幅を自在に変えることは難しいため、文字どうしを連結する線の長さを伸ばすことで対応する。
カシーダが使用されるのは以下のような場合である。
- 強調したい語にカシーダを入れる
- 可読性を高める
- 単なる装飾として使用する
- 割付の目的でカシーダを入れる。ラテン文字では単語の間の空白の幅を調整するが、アラビア系文字ではそのかわりにカシーダを使う
- 地図上で、山脈など細長い地形の地名を表記する場合にカシーダを入れる[3]。
- 本来の目的とは別に、シャクルを単体で表示するために、カシーダにシャクルを加えることもある[4]

連結線をどの文字の後ろに挿入するかは複雑な優先順位が存在する。
コンピュータ上の検索や照合ではカシーダは無視されることが望ましいが、そのように設計されているソフトウェアは少ない。

## 文字コード
アラビア文字の7ビットコードASMO 449、8ビットコードISO/IEC 8859-6のいずれもカシーダを定義している。
Unicodeでの符号位置は U+0640 ـ arabic tatweel (HTML: &#1600;) である。なお、この文字はアラビア系文字以外にシリア文字やマンダ文字にも使うことができる。

## ウェブブラウザ
Internet Explorerバージョン5.5以降ではアラビア文字の文章に自動的にカシーダが挿入されていた。また、カシーダを制御するためにtext-justifyプロパティの値として「kashida」が使えた。ほかにtext-kashida-spaceプロパティもあったが、バージョン8以上ではサポートされていない。
CSS3にもtext-justifyプロパティがあるが、「kashida」は2013年に除かれた。

## その他
ArabTeXには自動的にカシーダを挿入する機能がある。